# 突然ガバチョ!
『突然ガバチョ!』（とつぜんガバチョ）は毎日放送（MBS）ほかで1982年（昭和57年）10月5日から1985年（昭和60年）9月24日まで、火曜日の22:00 - 22:54に放送されていた公開バラエティ番組。略称「突（とつ）ガバ」。全153回。

## 番組概要
司会は笑福亭鶴瓶と長江健次。ラジオ番組「MBSヤングタウン」で人気を博した鶴瓶を本格的にメインにしたテレビ番組で、鶴瓶の東京進出のきっかけを作った。さらに鶴瓶の一番弟子であり、レギュラーでもある笑福亭笑瓶にとっては「出世作」となり、やはり東京進出のきっかけを作る。
当時のJNN系列局における火曜22時台はローカルセールス枠（TBSでは『そこが知りたい』を放送していた）であった。本番組はこの時間帯に、基本的に関西ローカルで放送されており、関西以外のJNN系列局でも遅れネットされていた。
関東地方ではTBSで1984年の一時期、木曜深夜に放送された。ネット開始時に長江が番宣番組に出演してアピールするものの、僅か4か月で打ち切られた。以来TBSでは、MBS制作の関西ローカル扱いのバラエティ番組の遅れネットでの放送は、2008年10月からよゐこ出演の『よゐこ部』を不定期放送（2009年4月からレギュラー放送）するまで行われなかった。

## 番組内容
番組は毎日放送千里丘放送センターで公開収録され、観客にはたこ焼きやコカ・コーラ（番組スポンサーであった）が振る舞われていた。また、エンディングのクレジット表示（エンドロール）では毎週、体中に大量の飴玉等を身に付けた鶴瓶と長江が観客と握手をした後、千里丘駅行きの送迎バス（北港観光バス）に乗った観客を見送っている映像が流れていた。なおその直前には観客が2秒ずつくらいしゃべる、またはパフォーマンスする枠もあった。

## 主なコーナー

### つるべタクシー
鶴瓶が運転手の「つるべタクシー」に、ゲストのタレントが乗客という設定のトークコーナー。使用したタクシーの車両は日産・セドリック230型系4ドアセダン。外観の夜景はクロマキー映像を使用。客を乗せた後は毎回料金メーターを倒していた。オープニングタイトルは、夜10時頃の大阪駅中央口のタクシー乗場の実際の映像をバックに、「このコーナーはすべてノンフィクションであり、登場する人物・団体およびつい口をすべらした話はすべて真実です！」というテロップが表記された（ドラマの断り書きのパロディ）。鶴瓶のしゃべり始めは「お客さん、どちらまで？」で、カメラを引くと後部座席に乗ったゲストが誰なのかがそこで視聴者と観覧者に初めて分かる仕組みとなっている。
ゲストには全国区で活躍する俳優や歌手などが出演したこともあった。トーク番組は、司会者とゲストが向かい合わせで対談するのが基本だが、「つるべタクシー」では、ゲストが後部座席で運転手の鶴瓶と同じ方向を向いて、顔を合わせずにトークをするという、これまでのトーク番組では見ない企画であった。鶴瓶が「向かい合わせだと恥ずかしい」との意向から、テレビ史上初めて「顔を合わせない対談番組」と呼ばれるようになった。
当番組終了後も鶴瓶のレギュラー番組（『きらきらアフロTM』『チマタの噺』など）で、不定期に当コーナーの復活版が放送されている。

### テレビにらめっこ
鶴瓶が読む視聴者から寄せられたギャグのハガキの内容を、スタジオの観客が笑わずに我慢するコーナー。まず鶴瓶が「テレビにらめっこ!」 と言った時点で（画面右端上に、点線の丸囲みで「テレビにらめっこ」の顔の形に似せたタイトルロゴが表記される）、スタジオの観客は笑うのを我慢しなければならない。
笑った観客は「指摘マン」に指摘され、その後「そこの方、笑いましたね。あなた退場!」という鶴瓶の指令により、「退場マン」と呼ばれる筋骨隆々な2人のボディビルダー（その回で最初に登場した時のみまずカメラの前でその隆々さをアピールする）に担ぎ出され、スタジオから退場させられる。担がれて退場の他、「乳母車の刑」や「ムキムキマシーンの刑」といった退場方法もあった。観客はもちろんだが、ゲストや番組スタッフ（カメラマンやディレクター）、指摘マン自身であっても最初に笑ったと指摘されたら「退場」である。そのため「投稿者VS観客・番組スタッフ」の一方勝負ともいえる。全くウケないネタもあり、20 - 30秒ほど沈黙が続いた後、笑っている者が誰もいないと鶴瓶が判断して合図をすれば、次のネタまで笑うことが許される。もちろん、次に「テレビにらめっこ!」と声がかかれば一切笑えなくなる。
このコーナーのベースとなったのは、鶴瓶がパーソナリティを務めていたMBSラジオ『MBSヤングタウン土曜日』の名物コーナー「一言ネタのコーナー」であった。
退場のときのBGMは、ポパイのテーマをアレンジしたインストルメンタルである。なおこの曲は前述の、番組終盤に観客がカメラにアピールする枠のBGMにも使われていた。
当日分のハガキをすべて読み終わった後、最後に明石家さんま（画面上のテロップは本名の杉本高文名義）の歌う「毒まんじゅうの唄（さんまが『オレたちひょうきん族』で扮した「あみだババアの唄」の替え歌）」に合わせて、毎回個性的なキャラクターがスタジオに登場する。ここで笑った観客も退場させられていた（しかも「乳母車の刑」や「ムキムキマシーンの刑」での退場が多かった）。
一度だけ、鶴瓶自身がハガキのネタで（黙読しただけで）笑ってしまい、傍にいた観客に「退場!」と言わせて退場したこともあった。しかも、連れ出される時にブチキレた鶴瓶が退場マンに抱き抱えられたまま「一言だけ言わせてくれ！こんなん、見せられたら誰でも笑うわ！」と、自身が笑ったネタ葉書を読み上げた。内容は銭形平次の替歌で「男だったらチンチン見せる」だった。
上田正樹などゲスト出演者が笑ってしまい退場させられたこともあり、岡田有希子は全2回の出演とも笑って退場させられた。沖田浩之はコーナー中に退場させられたうえ、直後の歌唱コーナーで持ち歌を歌っている最中に突然爆笑してしまい、その場から再度退場させられた。意外なところでは鶴瓶が「テレビにらめっこ!」と言った次の瞬間、時計のアラームが突如スタジオに響き渡り、所持者の梨元勝が、笑っていないにもかかわらず、退場させられた。
桑田佳祐が飛び入り参加し、スタジオが騒然となったことがあった。
鶴瓶が、ハガキ投稿者の住所を「兵庫県揖保郡（いぼ）…」と読み上げた際、「いぼ」と聞いただけで観客が笑い出し、何人も退場させられて、続けられなくなるという珍事もあった。しかも、読まれたネタでは誰も笑わなかったため、鶴瓶もブチキレて「この人、笑わそ思て、こんなとこ住んではんのちゃうわ！」と怒鳴って葉書を床に投げ捨てた。
鶴瓶が「ムキムキマシーン」を「ムシムシマキーン」と間違えて言ってしまった事があった。その数週間後本当に「ムシムシマキーン」が登場した。
2回続けて誰も笑わなかったネタを投稿した人物が、実際の本名のみならず正確な住所まで鶴瓶に繰り返し読まれて放送されたことがあった。その人物が3回目の投稿をしてきたときも住所が読み上げられた。個人データをテレビで読み上げられた人物は「テレビでデータを広められたおかげで、世間の冷たい目のせいで高校にも登校できず、親も夜中にしか外へ買い物に行けなくなり、隠遁生活を余儀なくされた」旨をハガキで抗議した。
「突然ナマ放送」のコーナーで、鶴瓶と角淳一（当時MBSアナウンサー）らが、ある番組の反省会の際に、角が思わず笑ってしまった際、机の中から退場マンが飛び出し、角を担ぎ出して「退場」させられたこともあった。
主な指摘マン
- ミスター・亀

中身は笑福亭笑瓶、オカザキ
- 応援団[3]
- ヤンキー
- 柔道部
- その筋の人
- 刑事
- 死刑執行人
- 安達ヶ原の鬼婆
- ワシもそう思う博士

人気になり、同じ大阪に本社のある日本ハムのCMにも登場した。
- ワタクシもそう思いますわ夫人

博士の夫人。番組オープニングにも登場。博士と2人で「あの人が笑いましたわ。」「ワシもそう思う。」という掛け合いをする。
- モナリザ
- カール・ルイス

モナリザと同一人物。その日最後のネタはがきの前にフライングをし、ムキムキマシーンに乗せられて退場させられた。
- マッチ

たのきんトリオの全盛期に登場。初登場時には鶴瓶が「マッチィの登場です。」と微妙な発音で近藤真彦が来ると思わせて紹介し女性観客が歓喜の声を上げたが、登場したのは近藤ではなく文字通り等身大のマッチ棒の着ぐるみ。
- ヤンキーブタ

婦人物のサンダルをはいている。ツイストが得意。
- ミスター銀

スキンヘッドで全身銀色。体の塗料に火が燃え移ったことがある。当時、鶴瓶のマネージャー。
- トサカの三兄弟

通り名は「荒野のコケコッコ」。スキンヘッドに雄鶏の鶏冠を付けており、観客にやたらとガンをくれる。ハードコアパンクバンド、MOBSのメンバー。
- アホが見るブタのケツ

ブタ小屋からお尻だけ出したブタ。
- ユービン

巨大な指。松任谷由実＝ユーミンのもじり。
- ダース・ベイダー

「スター・ウォーズ・シリーズ」のダース・ベイダーの着ぐるみを利用。
- 歌舞伎

連獅子の親獅子と仔獅子の装いで、黒衣も従えて登場。
…その他多数。

### その他のコーナー
- 突然親子
鶴瓶がオカン（お母さん）役、長江健次がオトン（お父さん）を演じ、選ばれた観客数人が子供役になるコントコーナー。野村義男も突然ゲストとして登場していた。
- ショーヘイ・ショータイム
笑福亭笑瓶がパントマイムでコントを披露する。笑瓶の出世作でもある。
- 松鶴のお部屋（松鶴の酔うて候）
鶴瓶の師匠である六代目笑福亭松鶴と女性アイドルがトークを披露するコーナー。「酔うて候」は酒を飲みながらトークを展開した。
- MAKOTOのクイズ・タイムチョップ
テレビ朝日「クイズタイムショック」のパロディーで、MAKOTO（のちの北野誠）が人間ルーレット（人間時計）になり、ゲスト歌手が1分間12問のクイズに答える。なお毎日放送はかつての「タイムショック」ネット局である。
- 風の中の二人
長江が渡世人に、観客の中から選ばれた女性がお供の女性に扮して旅をするという設定の下、大型扇風機による強風と吹き飛ばされてくる枯葉や紙くずに耐えるというコーナー。後にプールに浮かんだマットの上で2人が波による揺れに耐える「波の中の二人」に変更。
- 恨みます
「波の中の二人」の後継コーナー。男に振られた素人の女性が愚痴をこぼしながら"ぶたれ役"の男（枡竹真也）にビンタを食らわす。男が逆ギレしたこともあった。
- 突然ナマ放送
番組終了直前のコーナー。上記エンドロールの後に設けられていた。予告無しで各地に鶴瓶と長江が登場して、生中継を行っていた（このコーナーは同時ネット局はもとより、時差ネット局でもそのまま放送されていたが、時差ネット局の一部では、「その局では生放送ではない」旨のおことわりスーパーを出すこともあった）。
このコーナーの企画の一例としては、「レッツチカチカ！」団地でガバチョを視聴中の家庭に向けて、電気を付けたり消したりしてもらうようお願いし、実際にそうなった家を映像で紹介する。
中継先のマンションや寮等の住人が気付いて窓から手を振り歓声を上げ大騒ぎになったところで「また来週」とテロップが出て番組終了となっていた。
その他、毎日放送本社内からの生中継時には、当時『MBSヤングタウン』（ラジオ）に出演していたチャゲ&飛鳥や河合奈保子、嘉門達夫がこのコーナーに出演したこともある。なお、チャゲ&飛鳥出演の際は明石家さんまが変装して誰だか分からない状態で出演した。これは当時、松竹芸能と吉本興業の芸人は一部の例外を除き共演しないという暗黙のルールが存在したための措置であった。

## 番組の終了
- 安定した人気と視聴率を獲得していたにも関わらず、1985年9月に当番組は終了した。その理由について鶴瓶本人によると「客が自分の話を聞きに来たんじゃなくて自分の顔を見に来ていただけだった」と危機感を抱いたため、このままでは駄目だと思い番組の降板（終了）を申し出たという[4]。しかし今でも鶴瓶が大阪でタクシーに乗車すると運転手から、当番組を復活してほしいという要望がたまに出るそうである。
- 最終回の「テレビにらめっこ」では、過去に紹介された名作ネタから厳選されたものを4本紹介した。そして、最後は鶴瓶本人が「退場」させられた。

## レギュラー出演者
- 笑福亭鶴瓶
- 長江健次
- 笑福亭笑瓶
- 六代目笑福亭松鶴
- MAKOTO（のちの北野誠）
- 塚本猛義（退場マン）
- 森本潔（退場マン）

## スタッフ
- 企画：おふいすまどか
- 構成：寺崎要、かわら長介
- ディレクター：豊田修二、三村景一ほか
- 演出：田中文夫
- プロデューサー：大北禎昭
- 制作協力：松竹芸能
- 製作著作：毎日放送

## 使用楽曲
- オープニングテーマ：ビートルズ「A Hard Day's Night」

原曲に対し手拍子を加えディスコミュージック風にアレンジしたものを使用。長らくエンディングでも使われており、どちらも終盤部分がスポンサークレジット部分となっていた。
- エンディングテーマ：長江健次「飾らない言葉」（1984年5月 - ）

## 放送リスト
| 放送回         | 放送日     | 新聞紙のテレビ番組表における内容記載                                                                  |
| -------------- | ---------- | --- |
| 第1回          | 1982.10.05 | 「スタジオ騒然！爆笑と恐怖のテレビにらめっこ」笑福亭鶴瓶 研ナオコ 長江健二（原文ママ） 笑福亭松鶴ほか |
| 第2回          | 1982.10.19 | 「鶴瓶絶好調の２回目！健次は普通の子から脱皮」笑福亭鶴瓶 長江健次 渥美二郎 笑福亭松鶴ほか             |
| 第3回          | 1982.10.26 | 「時間も遅いですよ！大笑いすると近所迷惑ですよ」笑福亭鶴瓶 長江健次 淡谷のり子 笑福亭松鶴ほか         |
| 第4回          | 1982.11.02 | 「突ガバスペシャル！退場マンのゆくえを徹底追跡！」中村鋭一 笑福亭鶴瓶 長江健次 笑福亭松鶴ほか         |
| 第5回          | 1982.11.09 | 「秘密兵器ユービン！テレビにらめっこに初登場」もんたよしのり 笑福亭鶴瓶 長江健次 笑福亭松鶴ほか       |
| 第6回          | 1982.11.16 | 「サザンの桑田突然スタジオへ！鶴瓶・キダタロー仁義なき戦い」笑福亭鶴瓶 長江健次 笑福亭松鶴ほか        |
| 第7回          | 1982.11.23 | 「新コーナー堂々完成突然親子！鶴瓶の傑作おかあちゃん」ばんばひろふみ 笑福亭鶴瓶 長江健次              |
| 第8回          | 1982.11.30 | 「注目！1982年度輝け！ズズーン大賞は誰の手に」舟木一夫 笑福亭鶴瓶 長江健次 笑福亭松鶴ほか             |
| 第9回          | 1982.12.07 | 「熱いアンコールで再登場！ヤクザの思わぬハプニング」山川豊 笑福亭鶴瓶 長江健次 笑福亭松鶴ほか         |
| 第10回         | 1982.12.14 | 「大爆笑！女クサイぞ今日のつるべタクシーやっぱり火野正平」笑福亭鶴瓶 長江健次 笑福亭松鶴ほか          |
| 第11回         | 1982.12.21 | 「興奮が渦巻く！テレビにらめっこでついに三田寛子登場！」渡辺真知子 笑福亭鶴瓶 笑福亭松鶴              |
| 第12回         | 1982.12.28 | 「今年最後にらめっこ！不思議なガリガリマン活躍？」汀夏子 笑福亭鶴瓶 長江健次 笑福亭松鶴ほか           |
| 第13回         | 1983.01.04 | 「新年早々大笑い！なつかしいユービンからの年賀状！」浜村淳 笑福亭鶴瓶 長江健次 笑福亭松鶴ほか         |
| 第14回         | 1983.01.11 | 「ヤクザもヤンキーも笑っちゃダメヨ！混戦テレビにらめっこ！」笑福亭鶴瓶 長江健次 笑福亭松鶴ほか        |
| 第15回         | 1983.01.18 | 「衝撃のデビュー！指摘マンは火を噴く銀粉男だ！」笑福亭鶴瓶 板東英二 北原佐和子 長江健次ほか           |
| 第16回         | 1983.01.25 | 「あの梨元もびっくりした！ミスター銀ＶＳガリガリマン」梨元勝 笑福亭鶴瓶 長江健次 笑福亭松鶴ほか       |
| 第17回         | 1983.02.01 | 「仕事人・中条きよしの迫力！さすがの鶴瓶もマイッタ！」笑福亭鶴瓶 つちやかおり 長江健次                |
| 第18回         | 1983.02.08 | 「中原理恵退場！チャゲ＆飛鳥もとび入りテレビにらめっこ」倉田まり子 笑福亭鶴瓶 長江健次ほか            |
| 第19回         | 1983.02.15 | 「緊急レポート！退場マンはスーパーマンを超えたか」堀内孝雄 高樹澪 笑福亭鶴瓶 長江健次ほか             |
| 第20回         | 1983.02.22 | 「突然親子、鶴瓶妊娠の波紋！ショーヘイ大失敗」殿さまキングス 水野きみこ 笑福亭鶴瓶 長江健次ほか       |
| 第21回         | 1983.03.01 | ▽ついに出た外人の指摘マン！▽健次新コーナーに挑戦 志賀勝 笑福亭鶴瓶 長江健次 笑福亭松鶴ほか            |
| 第22回         | 1983.03.08 | 「スタジオ中アラアラ！なぜか突然わんさかプレゼント」村田英雄 渡辺めぐみ 笑福亭鶴瓶 長江健次ほか       |
| 第23回         | 1983.03.15 | 「こんなこともある！早見優のキッスはハワイの味」上田正樹 笑福亭鶴瓶 長江健次 笑福亭松鶴ほか           |
| 第24回         | 1983.03.22 | 「突ガバスペシャル！カメＶＳユービン宿命の対決！」黒沢年男 笑福亭鶴瓶 長江健次 笑福亭松鶴ほか         |
| 第25回         | 1983.03.29 | 「笑いも凍る恐怖!!ミイラ男の肩から血が、手から指が‥‥！」横山ノック 笑福亭鶴瓶 長江健次ほか            |
| 第26回         | 1983.04.05 | 「春早々テレビにらめっこに大興奮！なんと司会者鶴瓶も退場！」桑田靖子 笑福亭鶴瓶 長江健次ほか          |
| 第27回         | 1983.04.12 | 「春はトウトウ？クリキンも退場！にらめっこ」クリスタルキング 徳丸純子 笑福亭鶴瓶 長江健次ほか         |
| 第28回         | 1983.04.19 | 「男どうしのヒソヒソ話！見えたか？いや見えへん」アン・ルイス 坂上とし恵 笑福亭鶴瓶 長江健次ほか       |
| 第29回         | 1983.04.26 | 「ミニスカート集合！みんなでくぐろう新聞の輪」欧陽菲菲 小林千絵 笑福亭鶴瓶 長江健次 笑福亭松鶴ほか    |
| 第30回         | 1983.05.03 | ショック雷を呼ぶ恐怖のオババ▽藤村美樹の得意料理、アジの開きとガンモドキ 笑福亭鶴瓶 長江健次ほか       |
| 第31回         | 1983.05.10 | ▽これは珍しい！ゲスト全員が退場！▽偉大なバスト広田玲央名！安部俊幸 笑福亭鶴瓶 長江健次ほか            |
| 第32回         | 1983.05.17 | ▽指摘マンはヘビ姫じゃ！▽巨大なボール大爆発！ チャゲ＆飛鳥 大沢逸美 笑福亭鶴瓶 長江健次ほか            |
| 第33回         | 1983.05.24 | 「もっとスシ食いねえ！ホタテマンのド迫力に鶴瓶もタジタジ」安岡力也 岩井小百合 笑福亭鶴瓶ほか          |
| 第34回         | 1983.05.31 | 「悲鳴！職業は秘密の指摘マンの大迫力！あの筋肉マンにゲストびっくり！」水前寺清子 笑福亭鶴瓶ほか       |
| 第35回         | 1983.06.07 | 「晴れのち笑いボーイ？ジュリー退場でスタジオは大喜び」沢田研二 小森みちこ 笑福亭鶴瓶ほか              |
| 第36回         | 1983.06.14 | ▽確実に減量!?突ガバエアロビクス！▽新コーナー！波の中の二人 太田裕美 森尾由美 笑福亭鶴瓶ほか           |
| 第37回         | 1983.06.21 | ▽鶴瓶急病！ギックリ腰に耐えての大熱演！▽大阪の空にスーパーマン 竜虎 小出広美 笑福亭鶴瓶ほか           |
| 第38回         | 1983.06.28 | 「ついに登場！大阪名物ヤンキーが指摘マン！恐怖で泣き出す女性も」桂朝丸 石川優子 笑福亭鶴瓶ほか        |
| 第39回         | 1983.07.05 | 「郷ひろみに変身、鶴瓶ナタリーを熱唱！ヤンバラヤンヤンヤン」小林旭 木元ゆうこ 笑福亭鶴瓶ほか          |
| 第40回         | 1983.07.12 | 「さすが退場マンです！１８０㌔の女性を軽々と！」石川ひとみ ウェザーガールズ 笑福亭鶴瓶ほか            |
| 第41回         | 1983.07.19 | 「強烈！真田広之フィーバー！つるべタクシーなかなか動かず」真田広之 黒崎輝 笑福亭鶴瓶ほか              |
| 第42回         | 1983.07.26 | 「輝け！83年指摘マン大賞は誰の手に！カメ？ユービン？銀？」川島なお美 遠藤京子 笑福亭鶴瓶ほか          |
| 第43回         | 1983.08.02 | 「日本中のよい子に贈る！突ガバ昔ばなし！スイカのたたり」桂べかこ 香川えみ 笑福亭鶴瓶ほか              |
| 第44回         | 1983.08.09 | 「夏休みスペシャル！退場ウーマンも登場！テレビにらめっこ」由紀さおり 雅 笑福亭鶴瓶ほか                |
| 第45回         | 1983.08.16 | ▽大爆笑！和田アキ子の目からまつ毛！ ▽発表！83年指摘マン賞！ 石原真理子 笑福亭鶴瓶ほか                 |
| 第46回         | 1983.08.23 | 「恐怖の所持金調査!!10円も持たず会場にまぎれこんだ16歳の坊っちゃま！」ガッツ石松 河合美智子ほか       |
| 第47回         | 1983.08.30 | 「突然親子のハプニング！鶴瓶と野村義男母と子の情熱キス!?」杉田二郎 松原みき 嘉門達夫ほか              |
| 第48回         | 1983.09.06 | 「夏バテ解消！スカート女性参加、突ガバぶらさがりコンテスト」狩人 ソフトクリーム 笑福亭鶴瓶ほか        |
| 第49回         | 1983.09.13 | ▽意外！ツッパリきれず大笑い三原順子！▽ショック！健次ガラス越しのキス！麻倉未稀                        |
| 第50回         | 1983.09.20 | 「何のこっちゃ！突ガバ50回記念マル秘積木くずし占い！」ヒロシ＆キーボー 杉かおり 笑福亭鶴瓶ほか        |
| 第51回         | 1983.09.27 | ▽決定！エアロビ・ジャンケンチャンピオン▽キンヤの美少年コンテスト 笑福亭鶴瓶 長江健次ほか              |
| 第52回         | 1983.10.04 | 「１周年記念新コーナー！〝恨みます〟女の必殺パンチを受けて見よ」イリア マリーン 笑福亭鶴瓶ほか        |
| 第53回         | 1983.10.11 | 「カメも応援！健次がソロデビュー！ザ・ベストテンをめざせ」今陽子 伊藤麻衣子 笑福亭鶴瓶 長江健次       |
| 第54回         | 1983.10.18 | 「新コーナー誕生！クイズタイムチョップ！マコトの人間針！」宇崎竜童 小久保尚美 笑福亭鶴瓶ほか          |
| 第55回         | 1983.10.25 | 「顔全体がくもの巣！恐怖とさかの３兄弟！でも笑ったら退場！」憂歌団 水谷圭 笑福亭鶴瓶ほか              |
| 第56回         | 1983.11.01 | ▽珍答続出！教科書シリトリ！▽ブタで悪いか！それがどうした！ヤンキーブタ登場！ 原田真二ほか             |
| 第57回         | 1983.11.08 | 「三田寛子飛び入り！秋の卓球大会！明日結婚のカップルが堂々？優勝」ヒデとロザンナ 河上幸恵ほか         |
| 第58回         | 1983.11.15 | ▽今夜の指摘マンはマミムメ、マッチです！▽ドラマ・トサカの３兄弟の朝 鮎川いづみ 寺島まゆみほか          |
| 第59回         | 1983.11.22 | ▽鶴瓶だけがなぜわからん！いじわるクイズ▽Ｈ２Ｏ、宮川左近ショウに挑戦！ サハラ                         |
| 第60回         | 1983.11.29 | ▽恨みます！史上最強の一発！これは効く！▽豪華指摘マン！ザ・歌舞伎 武川行秀 ラブポーション              |
| 第61回         | 1983.12.06 | 「10㍍のロープで何人の人間が干せるか？世界に広げよう洗濯物の輪！」名高達郎 飯島真理ほか               |
| 第62回         | 1983.12.13 | 「赤ちゃん特別参加！鶴瓶の指揮で皆が燃えた！突ガバオーケストラ」やしきたかじん 春やすこほか           |
| 第63回         | 1983.12.20 | 「夜も眠れないと抗議殺到!?健ちゃんのあのうかつなクイズが新シリーズでついに登場！」伊武雅刀 エイミー   |
| 第64回         | 1983.12.27 | 「今年お世話になったあなたに心をこめて贈ります！突ガバ特製指摘マンの詰め合わせ」ストロング金剛        |
| 第65回         | 1984.01.10 | ▽巨大風船のスリル！針つき板ではねつき！▽伸郎、突如親子に!? 原田伸郎 柳沢純子 笑福亭鶴瓶               |
| 第66回         | 1984.01.17 | ▽鶴瓶、高倉健に挑戦！最大の違いはココだ！▽大歌声！チェッカーズ登場！ほか                              |
| 第67回         | 1984.01.24 | ▽オジサンたちも熱中！なつかしのペッタン大会▽指摘マンはビックリ！電飾ミイラ男！早見優ほか              |
| 第68回         | 1984.01.31 | ▽対決！ジャンボ紙相撲！土俵をたたき割るナ▽突然親子で寝た子は初めて！ 鶴瓶 田中美佐子ほか              |
| 第69回         | 1984.02.07 | 「爆笑！現代の若者に反省を迫るユニークな指摘マン！主体性のない〝ワシもそう思う博士〟登場！」円広志    |
| 第70回         | 1984.02.14 | ▽鶴瓶と健次・晩熟型であわや大ゲンカ!?▽タクシー連想ゲーム岩崎良美▽〝みゆき〟の宇沙美ゆかり             |
| 第71回         | 1984.02.21 | 健次新曲発表！〝２度目のサヨナラ〟▽ヒョウキン村野武範ものまね連発！▽チャイナトラボルタ 令多映子       |
| 第72回         | 1984.02.28 | 「沖田浩之はゲラか？鉄仮面か？突ガバ史上に残る名場面！」沖田浩之 石田えり 笑福亭鶴瓶ほか              |
| 第73回         | 1984.03.06 | 「アンコールでカムバック！ワシもそう思う博士とその奥さん！スー退場」田中好子 高見知佳ほか             |
| 第74回         | 1984.03.13 | この春大ブーム到来！クツカルタ！▽今やにらめっこの大スター上野君の名誉回復なるか？葛城ユキほか         |
| 第75回         | 1984.03.20 | 恨みます！ついに男が怒る！スタッフが犠牲に!?▽ロスから来た非情の殺し屋 研ナオコ 石川ひとみほか         |
| 第76回         | 1984.03.27 | ▽スカートなんか気にするな！愛の柔軟体操お母さんがんばって！▽新コーナー！テレビ笑いましょう！          |
| 第77回         | 1984.04.03 | 「にらめっこ春の新企画！大パニック乳母車の刑！女性はきっと青ざめる‥‥」宇崎竜童 ソフトクリーム         |
| 第78回         | 1984.04.10 | ▽もう無茶苦茶！つるべタクシーは超満員！▽前は隠すべきか！おフロの楽しい入り方 ラッツ＆スター           |
| 第79回         | 1984.04.17 | ▽謎の指摘マン！合体坊主サルマターン！▽初公開！恨みますの男性の正体はコレ!? 所ジョージ 滝里美          |
| 第80回         | 1984.04.24 | 歓声とため息の渦！恨みます大ハプニング！▽新コーナー毒まんじゅう！▽爆笑！人間スロットマシン！          |
| 第81回         | 1984.05.01 | まっくら闇の恐怖！影が君を指摘する！▽外人の子をうんだ覚えはないゎ！▽生放送！今夜はどの大学？          |
| 第82回         | 1984.05.08 | ▽ついに登場！透明うば車！▽シューズでデート！恋の花は咲くか？▽桑名正博、酒とケンカと女と‥‥             |
| 第83回         | 1984.05.15 | ▽世界の珍獣！エリマキトカゲが指摘！▽退場マンの筋肉の構造を調べる！▽健康的ローソクショー               |
| 第84回         | 1984.05.22 | ▽増田恵子悪のり！タクシーは森の港へ！▽鶴瓶刑事の珍捕物帳▽上田正樹、にらめっこに再挑戦！               |
| 第85回         | 1984.05.29 | ▽告白！関西芸能人で一番スケベエはだれ？▽なつかしの指摘マン特集 堀内孝雄 可愛かずみ                    |
| 第86回         | 1984.06.05 | ▽驚異のアクロバット指摘マン！笑うとハエがたかるぞ！▽鶴瓶ＶＳマコト▽上野写真コンテスト                 |
| 第87回         | 1984.06.12 | ▽興奮と感激！チェッカーズ人気は最高潮！▽全日本イヤガラセ退場！▽好調恨みます 荻野目洋子ほか            |
| 第88回         | 1984.06.19 | ▽突然親子！阪大医学部ネクラ？の息子に母怒る！▽生放送・若者よかわらを割ろう！ 秋本奈緒美ほか           |
| 第89回         | 1984.06.26 | ▽私は無実です！うば車の刑の女性の叫び！▽刺激倍増！恨みます水着シリーズ▽子供ケンカ道場                 |
| 第90回         | 1984.07.03 | ▽恐怖！海底の無法者！ペッタンペッタン！▽泉ピン子タクシーの中だけの恋人？▽男と女・別離編               |
| 第91回         | 1984.07.10 | 「にらめっこ大混乱！ゲストは逃げまわる！私は絶対笑っていないと徹底抗戦する女性」上田正樹ほか          |
| 第92回         | 1984.07.17 | ▽ん？将棋の駒がどうやって指摘？▽爆笑！名古屋弁レッスン？▽鶴瓶の母でございます 渡辺桂子ほか            |
| 第93回         | 1984.07.24 | ▽鶴瓶もベタぼれ！中村雅俊、男の魅力！わき起こる〝恋人も‥‥〟の大合唱！▽タコの平泳ぎ指南                |
| 第94回         | 1984.07.31 | ▽甘かったです！聖子ちゃんとのキス！羽賀健二の告白していいとも！▽鶴瓶・早見優の突然親子                |
| 第95回         | 1984.08.07 | ▽お中元がまごころの指摘！▽過激ビンタ！恨みます▽ガバガバ野の美少女笑瓶 角淳一 清水宏次朗               |
| 第96回         | 1984.08.14 | ▽大阪名物第２弾！ミナミの帝王ヤンキーゼミ！▽夏休み珍企画？とび出し突然親子！ 岸田智史ほか             |
| 第97回         | 1984.08.21 | ▽スリル激増！恐怖の新兵器ムキムキマシーン塚本号誕生！▽女子寮㊙深夜訪問 中原理恵 矢吹薫ほか            |
| 第98回         | 1984.08.28 | 出た！ムキムキマシーン第１号退場者はスカートの女性！▽新コーナー〝最低やなあ！〟三田寛子ほか           |
| 第99回         | 1984.09.04 | ▽もう学校へ行かれへん！退場者の悲痛な叫び！▽鶴瓶のそっくりさん登場！▽ディスカバー女子寮               |
| 第100回        | 1984.09.11 | ▽１00回記念！指摘マンは爆笑カールルイス！勢いあまって？▽鶴瓶のそっくりさんはオマセの小５              |
| 第101回        | 1984.09.18 | ▽食欲の秋！天高く指摘馬がみるみる肥えてバケ馬になる秋！▽娘の無断旅行を徹底追及する母                  |
| 第102回        | 1984.09.25 | うば車が壊れるぞ！今夜も努力します！〝納得のいく退場を！〟▽ディスカバー女子寮 武田久美子ほか          |
| 第103回        | 1984.10.02 | ２周年記念時代劇スペシャル！真田広之人力車に乗る！▽ン？遠山の金さんとカールルイスの関係は？           |
| 第104回        | 1984.10.09 | 芸術の秋！モナリザの微笑・下半身公開！▽インディアンの見た映画は？ 中島ゆたか 岡田有希子               |
| 第105回        | 1984.10.16 | 〝安全地帯〟はワニ皮の行商？それともオギノ式？▽隣のオバサン？南田洋子とび入り 山本ゆかりほか          |
| 第106回        | 1984.10.23 | ▽秋の夜、恐怖の人形の復しゅうが始まる！突然音もなく動き出して‥‥▽バス停の輪！ 太田裕美ほか             |
| 第107回        | 1984.10.30 | ▽大爆笑！強烈ヤンキー！鶴瓶びっくり健次絶句！▽知恵と力と勇気のカンニング 山本コウタロー               |
| 第108回        | 1984.11.06 | ▽スーパーマン登場！飛んだ！指摘した！すべった！▽恨みます最終回！過激度ピーク！兵藤ゆきほか            |
| 第109回        | 1984.11.13 | ▽猿もビックリ！強烈な長い顔！▽意外な迫力！恨みますスペシャル！▽強盗の持つ意味 伊藤つかさ              |
| 第110回        | 1984.11.20 | ▽聞きのがすべからず！石川秀美が好きな人を告白！▽変身怪人指摘マン〝トッツー〟の謎 大沢逸美             |
| 第111回        | 1984.11.27 | 「興奮！チェッカーズ特集！大爆笑郁弥タクシー！７人の最低やなコーラス隊！郁弥Ｍマシーン！」            |
| 第112回        | 1984.12.04 | 井上陽水と鶴瓶の不思議な世界！明菜の新曲を口ずさみ〝アホが見るブタのケツ〟を見て退場！                |
| 第113回        | 1984.12.11 | 「放送コードにひっかかる!?ブタのケツはのぞかない！得なことしたゲストは退場！」竹本孝之ほか            |
| 第114回        | 1984.12.18 | 「気持ち悪いか？美しいのか？いとしい人の唇か？心ひかれるその色つや！今夜の退場マンはタラコ！」        |
| 第115回        | 1984.12.25 | 京大生のナウいズボン！その名は〝ジャッジ〟！▽まるーい顔と長い顔！大阪モンＶＳ博多モン！ 鮎川誠        |
| 第116回        | 1985.01.01 | 「お正月です！オール生放送！恐怖？大爆笑？タコとコマ空中の対決！今夜初めて〝最低やな〟が動く！」      |
| 第117回        | 1985.01.08 | でたっ！退場マンの得意技!?若島津のうっちゃり！▽恐怖の仮面ラーマン！▽必殺シゴキ人!? 京本政樹           |
| 第118回        | 1985.01.15 | 恐怖と興奮！仮面ラーマンに遭遇した女性たちドギつく退場！▽大爆笑！ガバ子成人の日の振りそで晴れ姿       |
| 第119回        | 1985.01.22 | 変身怪獣オデブリンの秘密！▽塚本号骨折！▽新企画！突然親子パートⅡ大波乱！▽珍クイズ 小林繁               |
| 第120回        | 1985.01.29 | ▽森田健作、青春人生相談に答える！▽過酷！鉛ベルトつけ屈伸50回！桝竹のビキニ姿に感動の声！              |
| 第121回        | 1985.02.05 | ▽モナリザに続く名画シリーズ第２弾！全裸の貴婦人!?▽命がけ！潜水耐久レース！▽新企画！犬物語             |
| 第122回        | 1985.02.12 | ▽反抗期！退場マン塚本転職を決意！▽忠犬笑瓶を襲う愛のムチ！▽キャベツのセンギリは男の意地！             |
| 第123回        | 1985.02.19 | 西城秀樹大ノリ！中国語で歌う〝激しい恋〟▽少女隊ムキムキマシーンで退場！▽親子にケムマキ！              |
| 第124回        | 1985.02.26 | ▽突ガバの秘密兵器！〝ムシムシマキーン〟て何？▽指摘マンは近藤デス！▽大爆笑なるほどダ大阪！             |
| 第125回        | 1985.03.05 | ▽恐怖の退場マン地獄！退場者の行きつく果ては？▽逆さづり！花火爆発！ハチャメチャ爆風スランプ            |
| 第126回        | 1985.03.12 | 「今夜は俺が主役！退場マン塚本の不意打ちナマムキマシーンの絶大な威力！」小西博之 サリー               |
| 第127回        | 1985.03.19 | ▽哀れ！爆笑！うば捨てのモナリザ登場！▽真夜中の倒錯？新突然親子▽笑瓶犬シッポ残酷物語                   |
| 第128回        | 1985.03.26 | ▽大興奮！珍ルール！１00㍍障害レース！▽爆笑！芸能界兄弟クイズ！▽保育園児熱唱！飾らない言葉             |
| 第129回        | 1985.04.02 | 人気指摘マン総出演！夢の対決！突ガバ大相撲春場所！▽若者よ目を開け！これが生きているゾウだ！           |
| 第130回        | 1985.04.09 | 緊張と爆笑！指摘マンとセントバーナード、仁義なき戦い！▽過激人登場！私はこれでスペシャル               |
| 第131回        | 1985.04.16 | ▽野村義男強し！裸の鶴瓶とつな相撲！２人の芸能界㊙裏話！▽意表をつく！新企画生放送グッバイ              |
| 第132回        | 1985.04.23 | 「今夜は何から何までシブがき隊！19歳の本音まる出し、過激発言続出！女の子の体温急上昇！」              |
| 第133回        | 1985.04.30 | ▽悲鳴と絶叫！エスカレートにらめっこ！▽マユ毛が危ないヒゲそりゲーム！▽再び流行？フラフープ             |
| 第134回        | 1985.05.07 | おきてを破って登場!?指摘マンサスペンス影の軍隊野郎ぜ！▽モレシャン庶民的大阪弁に挑戦 川島なお美        |
| 第135回        | 1985.05.14 | ▽松田聖子と神田正輝激写を避ける方法！▽ＣＣＢもドキッ！ハンパじゃない指摘マンのド迫力！                |
| 第136回        | 1985.05.21 | ▽不思議!?地球を持ち上げる男と女！▽新装開店！３丁目のオバチャン！▽鶴瓶・日野美歌の歌謡漫才!?           |
| 第137回        | 1985.05.28 | ▽新しい遊び発見！持ち物シリトリでハプニング続出！なんとワキ毛まで！▽犬の親切・警官編                  |
| 第138回        | 1985.06.04 | ▽不思議人間・竹中直人初対面の鶴瓶に不可解な挑戦状！▽退場マンはなぜすぐ倒れるかを今考える！            |
| 第139回        | 1985.06.11 | ▽ゾクッ！首なし人間が走った！▽〝体がついてこん〟オジサン達が見たモテる夢▽超能力？写真占い             |
| 第140回        | 1985.06.18 | 大熱演！うわさのストリッパーにため息と大爆笑！▽ワル島大輔の芸能界入りの動機！▽人間オモチャ            |
| 第141回        | 1985.06.25 | ▽ああ！絶叫せとぎわ族▽うわさのストリッパーの強烈キッス！▽イタリア歌曲で３丁目にらめっこ！             |
| 第142回        | 1985.07.02 | ▽今日から突ガバおニューで一杯！にらめっこ以外全部変わりました▽たまえもひきつる㊙月夜の恐怖！          |
| 第143回        | 1985.07.09 | ついに今夜、オオカミ男に完全変身！スタジオは大パニック▽吉川晃司とビデオでキス▽おまえの小説            |
| 第144回        | 1985.07.16 | ▽ゲストで初！橋本美加子ナマムキマシーンで刺激的退場！▽キス№１はさんま！▽桝竹の３枚目刑事              |
| 第145回        | 1985.07.23 | ▽鶴瓶の看護婦日記！愛の診察室▽和田アキ子芸能界言いたい放題！▽爆発！笑瓶の悲しい女シリーズ             |
| 第146回        | 1985.07.30 | 人気絶頂パフォーマンス！時代錯誤のすべて▽決定！スタジオ１のハンサム▽ネアカ坂本九ジェンカ大会          |
| 第147回        | 1985.08.06 | 何と２０４センチ！指摘マン史上最大の男！▽突ガバから有力新人衝撃のデビュー!?その名もＭＭＳ！           |
| 第148回        | 1985.08.20 | ▽人気上昇！ルックの素顔！▽パンツの穴の奥田圭子、ムキムキマシーン！▽便器に柿！変わった患者達           |
| 第149回        | 1985.08.27 | プロレス界の悪役！若松市政ＶＳ鶴瓶！場内大乱闘？▽よみがえる怨念の嵐、人間扇風機！ 高野浩和            |
| 第150回        | 1985.09.03 | 「うわさの爆発娘！クラッシュギャルズ大暴れ！鶴瓶につり天井！汗と涙のプロレス」本田美奈子              |
| 第151回        | 1985.09.10 | 「決定！突ガバ・ミス高校生！１26人の水着姿、ながめ壮観！史上初！７00人のテレビにらめっこ」            |
| 第152回        | 1985.09.17 | 「見なれたものが突然狂器に変身！つるべタクシーが今夜の指摘マン！そこから意外な展開が‥‥」ＣＣＢ        |
| 第153回 最終回 | 1985.09.24 | 「３年間ありがとう！お祭りが今終わります！わっと楽しく、ちょっとさびしく何と鶴瓶の結婚発表も！」      |

- 『朝日新聞』大阪版テレビ番組表の番組放送予定記載による。
- 「新聞紙における内容記載」欄のうち、『朝日新聞』大阪版の原文において改行の際に「、」や「・」が省力されている箇所は半角空けで示している。

## ネット局
- 近畿広域圏：毎日放送（制作局。1984年10月9日から、番組スタート直前の21:54 - 22:00に『ガバチョのデベソ』というミニ番組が放送された[108]）
- 北海道：北海道放送→日曜夕方に遅れネット
- 青森県：青森テレビ
- 宮城県：東北放送
- 秋田県：秋田テレビ（フジテレビ系。当時はテレビ朝日系とのクロスネット）
- 山形県：山形テレビ（当時フジテレビ系。現在はテレビ朝日系）→1984年打ち切り
- 福島県：テレビユー福島→日曜16:00から放送
- 関東広域圏：東京放送（のちのTBSテレビ）→1984年（時期不明）木曜深夜に約4か月のみ放送
- 新潟県：新潟放送→日曜16:00から放送
- 静岡県：静岡放送→日曜16:00から2週遅れ
- 石川県：北陸放送
- 福井県：福井放送（当時は日本テレビ系単独ネット。現在はテレビ朝日系とのクロスネット）
- 中京広域圏：中部日本放送（のちのCBCテレビ。土曜深夜の放送で「爆笑！激突！30分」という自社制作番組を打ち切ってスタートさせた）
- 鳥取県・島根県：山陰放送
- 岡山県・香川県：山陽放送（のちのRSK山陽放送）
- 広島県：中国放送
- 山口県：テレビ山口（当時はフジテレビ系とのクロスネット）→深夜に遅れネット
- 愛媛県：南海放送（日本テレビ系）
- 高知県：テレビ高知→日曜午前に遅れネット
- 福岡県：RKB毎日放送→スタート当初は火曜23:35 - 24:40枠で2 - 3週遅れだったが、末期は同時ネットだった
- 熊本県：熊本放送→火曜23:40から放送
- 大分県：大分放送
- 宮崎県：宮崎放送→火曜深夜に遅れネット
- 鹿児島県：南日本放送→水曜深夜に遅れネット
- 沖縄県：琉球放送　ほか

多くの局ではTBS制作の「そこが知りたい」をネットしていたため違う曜日・時間帯に遅れネットで放送されていた。ただし、1985年1月1日放送分（全編生放送）に限っては、通常時を時差ネットとしている一部ネット局が毎日放送と同時ネットで放送した（静岡放送など）。

## その他
- 当番組から「突ガバ読本」という書籍が発行された。
- 当番組と『夜はクネクネ』とのコラボレーション企画『ガバチョでクネクネ』という特別番組も放送された。
- アイドル情報誌『近代映画』（近代映画社発行。月刊誌）で番組全盛期に、当番組の特集が毎月掲載されていた。
- 当番組が放送されていた火曜22時台の放送枠は、火曜19時→火曜20時→木曜19時→水曜20時→水曜19時と放送枠の移動を繰り返してきた。当番組終了後の後継番組は、日曜13時台に全国ネットで放送されていた『クイズMr.ロンリー』が関西ローカルに降格する形で放送された。
- テレビ朝日系列（関西地区はABCテレビ）の『ロンドンハーツ』で、ロンドンブーツ1号2号の田村淳が運転手の役を演じた、「つるべタクシー」と趣旨が似た企画「田村タクシー」で、2006年末の同番組のスペシャルで鶴瓶がゲストとしてタクシーに乗せられ、運転手と乗客、逆の立場でこの企画が再現されることとなった。
- 1998年秋に同局にて、放送された「たかじんONEMAN」に鶴瓶がゲスト出演した際、オープニングにて1983年12月にやしきたかじんが「つるべタクシー」にゲスト出演したシーンが流された。
- 元ニッポン放送のアナウンサーである上柳昌彦は鶴瓶の大ファンであり、ラジオ大阪の『鶴瓶・新野のぬかるみの世界』を聴いていただけでなく、当番組を知人にVHSに撮ってもらったものを視聴するほどであった。そのこともあって、自身が担当した『上柳昌彦のオールナイトニッポン』のテーマソングは当番組でも使用されていた"A Hard Day's Night"であった。